# فيليب همبرغر
فيليب همبرغر (بالإنجليزية: Philip Hamburger)‏ هو عالم قانوني أمريكي، ولد في 19 فبراير 1957.